# 라비어 코르뱅옹
라비어 로런스 코르뱅옹(프랑스어: La'Vere Lawrence Corbin-Ong, 1991년 4월 22일 ~ )는 잉글랜드 태생 말레이시아의 축구 선수로 현재 조호르 다룰 탁짐에서 왼쪽 풀백로 활약 중이며 말레이시아 대표팀의 일원으로도 활약하고 있다.

## 클럽 경력

### 초창기
1991년 4월 22일 영국 런던에서 태어나 2010 시즌부터 2011 시즌까지 USL 리그 1의 밴쿠버 화이트캡스 레지던시에서 29경기를 소화한 뒤 2012-13 시즌부터 2013-14 시즌까지 독일 오베를리가의 포메른 그라이프스발트 소속으로 57경기 5골을 기록했다.
이후 2014-15 시즌부터 2시즌동안 독일 레기오날리가 노르트오스트의 베를리너 AK에서 64경기 4골을 기록했고 2016-17 시즌에는 3. 리가의 FSV 프랑크푸르트에서 37경기를 소화한 뒤 2017-18 시즌에는 네덜란드 에이르스터 디비시의 고 어헤드 이글스에서 뛰었으나 10경기 출전에 그쳤다.

### 조호르 다룰 탁짐
7시즌동안의 유럽 리그에서의 활동을 마무리한 뒤 2018 시즌을 앞두고 말레이시아 슈퍼리그의 명문팀이자 최강팀인 조호르 다룰 탁짐 입단을 통해 어머니의 모국인 말레이시아로 돌아왔다.
그 후 2024-25 시즌을 마친 현재까지 공식전 198경기 6골을 기록하는 동안 팀의 리그 7연패(2018~2024-25), 말레이시아 FA컵 3연패(2022~2024), 말레이시아컵 4회 우승(2019, 2022~2024-25) 및 1회 준우승(2021), 말레이시아 채리티 실드 7연패(2018~2024), 2번의 AFC 챔피언스리그 엘리트 16강 진출(2022, 2024-25) 등에 기여하며 조호르 다룰 탁짐의 수비 라인을 든든히 지키고 있다.

## 국가대표팀 경력

### 캐나다 A대표팀
2017년 3월 22일 1-1 무승부를 기록한 스코틀랜드와의 친선 경기에서 캐나다 A대표팀 소속으로 국제 A매치 데뷔전을 치렀으나 이 경기 이후에는 단 1번도 캐나다 대표팀에 발탁되지 못했다.

### 말레이시아 A대표팀
2년 뒤인 2019년 6월 2일 네팔과의 친선 경기에서 말레이시아 대표팀 합류 이후 국제 A매치 첫 경기를 치렀고 닷새 후인 6월 7일 같은 동남아시아팀이자 최약체팀인 동티모르와의 2022년 FIFA 월드컵 아시아 지역 1차 예선 1차전에서 A매치 데뷔골을 기록하며 팀의 1·2차전 합계 7-1 대승 및 2차 예선 진출에 일조했다.
그 후 2022년 6월 8일 홈에서 개최된 투르크메니스탄과의 2023년 AFC 아시안컵 최종 예선 E조 1차전에서 결승골을 터뜨리며 2007년 이후 말레이시아의 16년만의 통산 4번째 아시안컵 본선 진출이자 1980년 이후 43년만의 2번째 아시안컵 본선 자력 진출에 일조했고 같은 해에 열린 2022년 킹스컵에도 출전하여 팀의 준우승에도 기여했다.
그리고 이듬해 1월에 열린 2023년 AFC 아시안컵 본선에 출전하여 비록 팀은 1무 2패·E조 최하위로 조별리그에서 탈락했지만 당시 FIFA 월드컵 10회 연속 본선 진출팀이자 2022년 FIFA 월드컵 16강 진출팀인 강호 대한민국과의 최종전에서 3-3으로 비기며 선전하는 모습을 보여주었고 같은 해 9월 홈에서 열린 메르데카 국제축구대회에도 참가하여 팀의 통산 13번째 메르데카컵 우승에 공헌했다.

## 수상 내역

### 클럽
조호르 다룰 탁짐
- 말레이시아 슈퍼리그 : 우승 (2018, 2019, 2020, 2021, 2022, 2023, 2024-25)
- 말레이시아 FA컵 : 우승 (2022, 2023, 2024)
- 말레이시아컵 : 우승 (2019, 2022, 2023, 2024-25), 준우승 (2021)
- 말레이시아 채리티 실드 : 우승 (2018, 2019, 2020, 2021, 2022, 2023, 2024)

### 국가대표팀
말레이시아
- 킹스컵 : 준우승 (2022)
- 메르데카 국제축구대회 : 우승 (2024)

### 개인
- 말레이시아 슈퍼리그 올해의 팀 : 2019, 2021, 2022, 2023